# Campionati del mondo di atletica leggera 2011 - Maratona femminile
La gara della maratona femminile dei Campionati del mondo di atletica leggera 2011 si è svolta la mattina del 27 agosto.

## Podio
| Posizione | Atleta         | Nazione |
| --------- | -------------- | ------- |
| Oro       | Edna Kiplagat  | Kenya   |
| Argento   | Priscah Jeptoo | Kenya   |
| Bronzo    | Sharon Cherop  | Kenya   |

## Situazione pre-gara

### Record
Prima di questa competizione, il record del mondo e il record dei campionati erano i seguenti.
| Record                | Prestazione | Atleta                      | Data                               | Competizione  |
| --------------------- | ----------- | --------------------------- | ---------------------------------- | ------------- |
| Record mondiale       | 2h15'25"    | Paula Radcliffe Regno Unito | 13 aprile 2003 Londra, Regno Unito |               |
| Record dei campionati | 2h20'57"    | Paula Radcliffe Regno Unito | 14 agosto 2005 Helsinki, Finlandia | Mondiali 2005 |

## Risultati
| Pos.    | Atleta                       | Nazione              | Tempo    | Note                                     |
| ------- | ---------------------------- | -------------------- | -------- | ---------------------------------------- |
| Oro     | Edna Kiplagat                | Kenya                | 2h28'43" |                                          |
| Argento | Priscah Jeptoo               | Kenya                | 2h29'00" |                                          |
| Bronzo  | Sharon Cherop                | Kenya                | 2h29'14" | Miglior prestazione personale stagionale |
| 4       | Bezunesh Bekele              | Etiopia              | 2h29'21" |                                          |
| 5       | Yukiko Akaba                 | Giappone             | 2h29'35" |                                          |
| 6       | Zhou Chunxiu                 | Cina                 | 2h29'58" |                                          |
| 7       | Isabellah Andersson          | Svezia               | 2h30'13" |                                          |
| 8       | Wang Jiali                   | Cina                 | 2h30'25" |                                          |
| 9       | Marisa Barros                | Portogallo           | 2h30'29" |                                          |
| 10      | Remi Nakazato                | Giappone             | 2h30'52" |                                          |
| 11      | Chen Rong                    | Cina                 | 2h31'11" |                                          |
| 12      | Aberu Kebede                 | Etiopia              | 2h31'22" |                                          |
| 13      | Irene Jerotich               | Kenya                | 2h31'29" | Miglior prestazione personale stagionale |
| 14      | Atsede Baysa                 | Etiopia              | 2h31'37" |                                          |
| 15      | Jia Chaofeng                 | Cina                 | 2h31'58" |                                          |
| 16      | Tera Moody                   | Stati Uniti          | 2h32'04" | Miglior prestazione personale stagionale |
| 17      | Yoshimi Ozaki                | Giappone             | 2h32'31" |                                          |
| 18      | Azusa Nojiri                 | Giappone             | 2h33'42" |                                          |
| 19      | Lishan Dula                  | Bahrein              | 2h33'47" |                                          |
| 20      | Olena Burkovska              | Ucraina              | 2h34'21" |                                          |
| 21      | Mai Ito                      | Giappone             | 2h35'16" |                                          |
| 22      | Margarita Plaksina           | Russia               | 2h35'39" |                                          |
| 23      | Susan Partridge              | Regno Unito          | 2h35'57" |                                          |
| 24      | Diana Lobačevskė             | Lituania             | 2h36'05" | Miglior prestazione personale stagionale |
| 25      | Wang Xuequin                 | Cina                 | 2h36'10" |                                          |
| 26      | Lisa Stublić                 | Croazia              | 2h36'41" |                                          |
| 27      | Kim Sung-eun                 | Corea del Sud        | 2h37'05" | Miglior prestazione personale stagionale |
| 28      | Caroline Rotich              | Kenya                | 2h37'07" | Miglior prestazione personale stagionale |
| 29      | Kathy Newberry               | Stati Uniti          | 2h37'28" | Miglior prestazione personale stagionale |
| 30      | René Kalmer                  | Sudafrica            | 2h38'16" |                                          |
| 31      | Alisa McKaig                 | Stati Uniti          | 2h38'23" | Miglior prestazione personale stagionale |
| 32      | Tetyana Holovchenko          | Ucraina              | 2h39'25" | Miglior prestazione personale stagionale |
| 33      | Lee Sook-Jung                | Corea del Sud        | 2h40'23" |                                          |
| 34      | Chung Yun-Hee                | Corea del Sud        | 2h42'28" |                                          |
| 35      | Annerien van Schalkwyk       | Sudafrica            | 2h43'59" | Miglior prestazione personale stagionale |
| 36      | Colleen De Reuck             | Stati Uniti          | 2h44'35" | Miglior prestazione personale stagionale |
| 37      | Luvsanlkhündegiin Otgonbayar | Mongolia             | 2h45'58" |                                          |
| 38      | Zoila Gómez                  | Stati Uniti          | 2h46'44" | Miglior prestazione personale stagionale |
| 39      | Judith Toribio               | Perù                 | 2h47'21" |                                          |
| 40      | Alyson Dixon                 | Regno Unito          | 2h50'51" |                                          |
| 41      | Park Jun-Sook                | Corea del Sud        | 3h03'34" |                                          |
| 42      | Choi Bo-ra                   | Corea del Sud        | 3h10'06" |                                          |
| 43      | Moleboheng Mafata            | Lesotho              | 3h28'30" | Miglior prestazione personale stagionale |
| 44      | Shariska Winterdal           | Aruba                | 3h49'48" | Miglior prestazione personale stagionale |
|         | Tetyana Hamera-Shmyrko       | Ucraina              | dq       |                                          |
|         | Bahar Doğan                  | Turchia              | dq       |                                          |
|         | Dire Tune                    | Etiopia              | dq       |                                          |
|         | Aselefech Mergia             | Etiopia              | dnf      |                                          |
|         | Lucia Kimani                 | Bosnia ed Erzegovina | dnf      |                                          |
|         | Alessandra Aguilar           | Spagna               | dnf      |                                          |
|         | Jemena Misayauri             | Perù                 | dnf      |                                          |
|         | Epiphanie Nyirabarame        | Ruanda               | dnf      |                                          |
|         | Yuliya Ruban                 | Ucraina              | dnf      |                                          |
|         | Kateryna Stetsenko           | Ucraina              | dnf      |                                          |
|         | Tanith Maxwell               | Sudafrica            | dns      |                                          |